# Rio dos Bastiões
Rio dos Bastiões är ett periodiskt vattendrag i Brasilien.   Det ligger i delstaten Ceará, i den östra delen av landet, 1 400 km nordost om huvudstaden Brasília.
Omgivningarna runt Rio dos Bastiões är huvudsakligen savann. Runt Rio dos Bastiões är det glesbefolkat, med 12 invånare per kvadratkilometer.